# 이은경 (프로게이머)
이은경 (1979년 7월 10일 ~ )은 대한민국의 스타크래프트 프로게이머이다. 1999년 7월 데뷔. 2005년경 은퇴. 전주시 출신.

## 경력

### 여성부 대회
- 2000년 KIGL 2000 하계리그 여성부 우승
- 2002년 제1차 ghem TV 스타리그 여성부 8강
- 2002년 제2차 ghem TV 스타리그 여성부 8강
- 2003년 제3차 ghem TV 스타리그 여성부 16강 (vs 김정희 패)
- 2005년 MBC게임 레이디스 MSL 공동 5위 (패자조 4강 vs 이종미 0:2 패)

### 방송 경력
- iTV 《열정게임 챔프》 워크래프트 3 해설[8]

## 기타
- 전북대 전자정보공학부에 재학하였다.[1][8] 2005년 졸업[9].
- 부천시 부천대학교 인근에 PC방을 창업하여 운영한 적이 있다.[1]
- DJ[10], 바텐더[1][10][11]로도 일한 바 있다.
- 전북대학교 내의 스타크래프트 대회에 참여하여 2등을 하게 된 것을 계기로 게이머 생활이 시작되었다고 한다.[12]
- 2005년 기사에서는 당시 게임회사에서 온라인 게임 《묵향》의 게임운영자 역할로 일하고 있는 것으로 알려졌으며,[11][13] 2008년에는 엠게임에서 마케팅 담당으로 일하고 있다는 기사가 나온 바 있다.[9]